# 契丹大字
契丹大字是契丹語的一種文字，與契丹小字统称契丹文。

## 歷史
辽太祖神册五年创制契丹大字，九月十四日（公元920年10月28日）制成，下诏颁行。契丹小字製成後，大字和小字共同使用。辽穆宗应曆十年（公元960年）的《痕得隐太傅墓志》是现存时代最早的保存完整的契丹大字石刻。
金朝雖然創製了女真文，但是滅遼後契丹文仍在使用。直到金章宗明昌二年四月十六日（公元1191年5月10日），罢免国史院专写契丹文的官员；同年十二月十一日（12月28日）“詔罷契丹字”。
金世宗大定十六年（1176年）的《大金国先父郎君墓志铭》是现存时代最晚的契丹大字石刻。

## 描述
契丹大字和汉字的书写方式类似，每个字代表一个音节。一些大字是直接假借漢字，比如：一、二、三、五、十、百、皇帝、囯。還有一些大字是將漢字改造字型、增減筆劃而得的仿造字。超過半數的大字由於沒有解讀出來，所以也難以確定來源。目前發現的大字約有一千多個。2004年，刘凤翥先生通过比对《耶律昌允墓志》中的官衔，破译了诸多契丹大字，并为189个契丹大字构拟了音值。

## 文獻
契丹大字金石資料字數合計1萬5000左右，以石刻為主。保存完整的契丹大字石刻：
1. 痕得隐太傅墓志（应历十年五月二十八日）
2. 耶律延宁墓志（统和四年十一月十八日）
3. 霞里隐大王墓志（重熙十年十月八日）
4. 可汗橫帳孟父房涅邻刘家奴详稳墓志碑铭（重熙二十年十月二十二日）
5. 夺里不郎君位志铭（大康七年三月十五日）
6. 故挞不衍观音太师墓志（大康十年六月五日）
7. 胡里只契丹国六部遥里撒里必石烈阿缦太师墓志（道宗大安五年十二月二十五日）
8. 蔑古乃乙辛隐袍里宰相勅葬墓志（大安六年三月十九日）
9. 大中央胡里只契丹国故西北路招讨讹都宛太傅妻永宁郡公主位志銘（大安八年三月二日）
10. 大中央胡里只国兴宁太师妻夫人墓志碑铭（寿昌六年四月一日）
11. 大胡里只国耶律撒班枢密齐王位志铭（乾統八年五月某日）
12. 大中央契丹国惕隐司仲父房习涅副使墓志（天庆四年三月二十五日）
13. 大金国先父郎君墓志铭（大定十六年八月十一日）

此外，俄罗斯科学院东方文献研究所藏有契丹大字写本，有1万5000字。但是该写本字迹比较潦草，目前释读出的内容很少。